# آندره ماشینوت
آندره ماشینوت (فرانسوی: André Maschinot‎؛ ۲۸ ژوئن ۱۹۰۳ – ۱۰ مارس ۱۹۶۳) یک بازیکن فوتبال اهل فرانسه بود.